# Faruk Nafız Özak
Faruk Nafız Özak né le 19 avril 1946 à Trabzon, est un homme politique turc.
Il est diplômé du département de la génie civil de l'Université technique de Karadeniz. Il est président de Trabzonspor (1994-1996). Membre du AKP, député de Trabzon (2002-2015), ministre des travaux publics et du logement (2005-2009) et Ministre d'État pour la jeunesse et les sports (2009-2011)